# Egils saga einhenda ok Ásmundar berserkjabana
Egils saga einhenda ok Ásmundar berserkjabana (o La historia de Egil el Manco y Asmund asesino de berserkers), es una saga legendaria que tiene lugar en Rusia (Rússía), un país localizado entre Garðaríki y Hunaland, la tierra de los hunos. También se relatan aventuras en Hålogaland y Jotunheim, el reino de los gigantes. Asmund también se le conoce como Gnodar-Asmund y con tal nombre se le conoce en otras sagas. Su padre adoptivo era Illugi, que tuvo su propia saga Illuga saga Gríðarfóstra.
El apodo que acompaña a su nombre, se refiere a las batallas que tuvo con varios berserkers.
La saga se escribió presuntamente hacia el siglo XIV. Ha sido conocida gracias a manuscritos islandeses, los más antiguos fechados hacia el siglo XV: Ms. AM 343a 4°; AM 577 4° y AM 589e 4°, todos depositados en el Instituto Árni Magnússon de Islandia. La primera edición impresa se publicó pro el investigador sueco Petter Salan en 1693, bajo el título Fortissimorum pugilum Egilli et Asmundi historiam antqvo gothico sermone exaratam.